# کارولی نوتی
کارولی نوتی (مجاری: Károly Nóti؛ ‏ ۱ فوریهٔ ۱۸۹۲ – ۲۸ مهٔ ۱۹۵۴) فیلم‌نامه‌نویس، مؤلف (پدیدآور)، روزنامه‌نگار و نویسنده اهل مجارستان بود.
از فیلم‌هایی که وی در آن‌ها نقش داشته است، می‌توان به خوشحال و دخترخاله ورشویی من اشاره نمود.